# 日本臨床心理士会
一般社団法人日本臨床心理士会（にほんりんしょうしんりしかい、英語: Japanese Society of Certified Clinical Psychologists）は、東京都文京区本郷2丁目27番8号 太陽館ビル401号室に事務局を置く日本の臨床心理士の職能団体である。1989年（平成元年）11月1日に設立された。団体の略称は臨士会、心理士会。

## 概要
日本臨床心理士会は1989年、日本における臨床心理士有資格者の相互の連携を密にすることで、その資質と技能の向上を図り、もって国民の心の健康の保持増進に寄与することを目的として設立された。
臨床心理士の全国職能団体としての組織活動だけでなく、臨床心理士による電話相談などが行える「臨床心理センター」の設立や、近隣の臨床心理士を容易に探すことができる各都道府県の臨床心理士相談機関の検索サイト「臨床心理士に出会うには」の公開など、国民が臨床心理士をより身近で利用しやすくなるための諸事業を行っている。
そのほか、文部科学省のスクールカウンセラー事業の対象になっていない私立学校・大学などの教育機関や、民間企業などがメンタルヘルス対策のために臨床心理士との契約を希望したり、医療機関が新たに臨床心理士の雇用を希望したりする場合も、その旨の依頼に基づいて都道府県臨床心理士会とともに、登録会員臨床心理士への求人情報の周知や、臨床心理士の推薦を行う窓口となる。
また、災害や事故、あるいは事件・犯罪・自殺などの緊急時には、地方自治体、ならびに当該都道府県臨床心理士会と連携し、被災者・被害者の心のケアのため、学校などの現場や周辺地域、および事案関係者らを対象に臨床心理士を派遣するなど、各種支援活動の体制を整えている。

## 沿革
- 1989年（平成元年） - 日本臨床心理士会設立。
- 1992年（平成4年） - 年次全国大会開催開始。
- 1994年（平成6年） - HIVエイズカウンセリングWS開催開始。全国都道府県臨床心理士会設立。
- 1995年（平成7年） - 阪神・淡路大震災への支援活動。文部省（現: 文部科学省）スクールカウンセラー事業への参画開始
- 1996年（平成8年） - O-157感染症問題への支援活動。
- 1997年（平成9年） - 児童連続殺傷事件への支援活動。
- 1999年（平成11年） - NHKチャイルドラインへの参画。
- 2000年（平成12年） - 全国こころの健康電話相談事業開始。
- 2002年（平成14年） - 日本臨床心理士会総合補償制度設立。
- 2004年（平成16年） - 新潟県中越地震への支援活動。
- 2005年（平成17年） - 厚生労働省メンタルヘルス対策支援事業への参画開始。内閣府犯罪被害者等基本計画にて警察庁・知事部局・地方検察庁・弁護士会・医師会との連携支援開始。刑務所への臨床心理士派遣。
- 2006年（平成18年） - 刑事施設特別改善指導への参画開始。
- 2007年（平成19年） - 自死遺族電話相談事業開始。
- 2008年（平成20年） - 中国四川大地震への支援活動。臨床心理センター設立。
- 2009年（平成21年） - 最高裁判所裁判員メンタルヘルスサポート窓口への参画開始。一般社団法人として法務局設立登記。
- 2010年（平成22年） - 静岡県と静岡県臨床心理士会が全国初の災害時支援協定締結。労働局新卒応援ハローワークへの参画開始。
- 2011年（平成23年） - 日本心理臨床学会との協同により東日本大震災心理支援センター設立。厚生労働省こころの総合支援チームへの参画開始。

## 活動内容
- 国民の心の健康と福祉の増進に関する諸事業
- 臨床心理士の資質と技能の向上のための諸活動
- 機関誌・会報の発行
- 研修会などの開催
- 全国大会の開催
- 各種情報の提供
- 賠償責任保険、総合補償制度などの提供

## 入会資格
- 臨床心理士有資格者に限る ※有資格者の入会登録は任意

## 歴代会長
| 代数 | 氏名       | 所属           |          |
| ---- | ---------- | -------------- | -------- |
| 初代 | 河合隼雄   | 京都大学大学院 | 1989年～ |
| 2代  | 村瀬嘉代子 | 北翔大学大学院 | 2007年～ |

## 一般社団法人における歴代会長
| 代数 | 氏名       | 所属           |          |
| ---- | ---------- | -------------- | -------- |
| 初代 | 村瀬嘉代子 | 北翔大学大学院 | 2009年～ |
| 2代  | 村瀬嘉代子 | 北翔大学大学院 | 2011年～ |
| 3代  | 村瀬嘉代子 | 北翔大学大学院 | 2015年～ |

## 役員一覧
| 役職     | 氏名       | 所属                             |
| -------- | ---------- | -------------------------------- |
| 会長     | 村瀬嘉代子 | 北翔大学（客員教授）             |
| 副会長   | 川畑直人   | 京都文教大学                     |
| 副会長   | 津川律子   | 日本大学                         |
| 専務理事 | 奥村茉莉子 | 子育て工房 心理相談室            |
| 常務理事 | 野島一彦   | 跡見学園女子大学                 |
| 常務理事 | 花村温子   | 埼玉メディカルセンター           |
| 常務理事 | 平野学     | 慶應義塾大学学生相談室           |
| 理事     | 伊藤良子   | 学校法人神戸女学院（理事）       |
| 理事     | 乾吉佑     | 多摩心理臨床研究室               |
| 理事     | 岩倉拓     | あざみ野心理オフィス             |
| 理事     | 宇田川一夫 | 東北福祉大学                     |
| 理事     | 岡田康伸   | 京都市教育相談総合センター       |
| 理事     | 片岡玲子   | 立正大学心理臨床センター         |
| 理事     | 菊池義人   | 鳥取大学                         |
| 理事     | 倉光修     | 放送大学                         |
| 理事     | 高田晃     | 宇部フロンティア大学             |
| 理事     | 高橋幸市   | 佐賀県立虹の松原学園             |
| 理事     | 鶴光代     | 東京福祉大学                     |
| 理事     | 徳丸享     | 板橋区保健所                     |
| 理事     | 信田さよ子 | 原宿カウンセリングセンター       |
| 理事     | 人見健太郎 | みとカウンセリングルームどんぐり |
| 監事     | 藤原俊通   | 陸上自衛隊衛生学校               |
| 監事     | 宮﨑昭     | 山形大学                         |

※ 2015年6月7日現在

※ 役職別､50音順表記

## 都道府県臨床心理士会一覧
※「名称」の太字表記は、2010年7月1日現在で、700名以上の登録会員臨床心理士を擁する中核的規模の臨床心理士会（都道府県臨床心理士会一覧）

### 北海道・東北
| 都道府県 | 名称               | 事務局                               | 公式サイト         |
| -------- | ------------------ | ------------------------------------ | ------------------ |
| 北海道   | 北海道臨床心理士会 | 独立開局（札幌市中央区大通西18丁目） | 北海道臨床心理士会 |
| 青森県   | 青森県臨床心理士会 | 芙蓉会病院心理室内（青森市）         | 青森県臨床心理士会 |
| 岩手県   | 岩手県臨床心理士会 | 独立開局（盛岡市本町通3丁目）        | 岩手県臨床心理士会 |
| 宮城県   | 宮城県臨床心理士会 | みやぎいのちと人権リソースセンター内 | 宮城県臨床心理士会 |
| 秋田県   | 秋田県臨床心理士会 | 秋田大学附属教育実践総合センター内   | 秋田県臨床心理士会 |
| 山形県   | 山形県臨床心理士会 | 山形大学附属教職研究総合センター内   | 山形県臨床心理士会 |
| 福島県   | 福島県臨床心理士会 | いわき明星大学人文学部心理学科内     | 福島県臨床心理士会 |

### 関東
| 都道府県 | 名称                     | 事務局                                              | 公式サイト           |
| -------- | ------------------------ | --------------------------------------------------- | -------------------- |
| 茨城県   | 茨城県臨床心理士会       | 筑波大学体育系 坂本研究室内                         | 茨城県臨床心理士会   |
| 栃木県   | 栃木県臨床心理士会       | 栃木県カウンセリングセンター内（宇都宮市鶴田2丁目） | 栃木県臨床心理士会   |
| 群馬県   | 群馬県臨床心理士会       | 独立開局（太田市西長岡町）                          | 群馬県臨床心理士会   |
| 埼玉県   | 埼玉県臨床心理士会       | 独立開局（さいたま市浦和区北浦和4丁目）             | 埼玉県臨床心理士会   |
| 千葉県   | （社）千葉県臨床心理士会 | 独立開局（千葉市中央区本千葉町）                    | 千葉県臨床心理士会   |
| 神奈川県 | 神奈川県臨床心理士会     | 横浜国立大学大学院教育相談・支援総合センター内      | 神奈川県臨床心理士会 |
| 東京都   | （社）東京臨床心理士会   | 独立開局（文京区本郷2丁目）                         | 東京臨床心理士会     |
| 山梨県   | 山梨県臨床心理士会       | 山梨英和大学大学院内                                |                      |

### 中部
| 都道府県 | 名称                     | 事務局                                                 | 公式サイト         |
| -------- | ------------------------ | ------------------------------------------------------ | ------------------ |
| 新潟県   | 新潟県臨床心理士会       | 新潟ユニゾンプラザ ハート館内（新潟市中央区上所2丁目） | 新潟県臨床心理士会 |
| 長野県   | 長野県臨床心理士会       | 長野県立こころの医療センター駒ヶ根臨床心理科内         | 長野県臨床心理士会 |
| 富山県   | 富山県臨床心理士会       | 独立開局（富山市婦中町）                               |                    |
| 石川県   | 石川県臨床心理士会       | 金沢市民生協会 ときわ病院内                            | 石川県臨床心理士会 |
| 福井県   | 福井県臨床心理士会       | 仁愛大学人間学部心理学科 森研究室                      |                    |
| 静岡県   | 静岡県臨床心理士会       | 静岡県青少年会館内                                     | 静岡県臨床心理士会 |
| 愛知県   | （社）愛知県臨床心理士会 | 独立開局（名古屋市中区丸の内3丁目）                    | 愛知県臨床心理士会 |
| 岐阜県   | 岐阜県臨床心理士会       | 岐阜経済大学岸研究室気付                               | 岐阜県臨床心理士会 |

### 関西
| 都道府県 | 名称                 | 事務局                            | 公式サイト           |
| -------- | -------------------- | --------------------------------- | -------------------- |
| 三重県   | 三重県臨床心理士会   | 鈴鹿大学内                        | 三重県臨床心理士会   |
| 滋賀県   | 滋賀県臨床心理士会   | 大津市市民活動センターSO内        | 滋賀県臨床心理士会   |
| 京都府   | 京都府臨床心理士会   | 独立開局（京都市南区東九条室町）  | 京都府臨床心理士会   |
| 大阪府   | 大阪府臨床心理士会   | 独立開局（大阪市中央区谷町2丁目） | 大阪府臨床心理士会   |
| 兵庫県   | 兵庫県臨床心理士会   | 甲南大学18号館 心理共同研究室内   | 兵庫県臨床心理士会   |
| 奈良県   | 奈良県臨床心理士会   | 帝塚山大学内                      | 奈良県臨床心理士会   |
| 和歌山県 | 和歌山県臨床心理士会 | 和歌山心療オフィス内（和歌山市）  | 和歌山県臨床心理士会 |

### 中国・四国
| 都道府県 | 名称               | 事務局                                     | 公式サイト         |
| -------- | ------------------ | ------------------------------------------ | ------------------ |
| 鳥取県   | 鳥取県臨床心理士会 | 鳥取大学医学部 菊池研究室内                | 鳥取県臨床心理士会 |
| 島根県   | 島根県臨床心理士会 | 独立開局（松江市西嫁島2丁目）              | 島根県臨床心理士会 |
| 岡山県   | 岡山県臨床心理士会 | 独立開局（岡山市北区南方2丁目）            | 岡山県臨床心理士会 |
| 広島県   | 広島県臨床心理士会 | 独立開局（広島市中区基町）                 | 広島県臨床心理士会 |
| 山口県   | 山口県臨床心理士会 | 宇部フロンティア大学内                     | 山口県臨床心理士会 |
| 香川県   | 香川県臨床心理士会 | 竜雲メンタルクリニック内（高松市多肥下町） | 香川県臨床心理士会 |
| 徳島県   | 徳島県臨床心理士会 | 鳴門教育大学臨床心理士養成コース内         | 徳島県臨床心理士会 |
| 愛媛県   | 愛媛県臨床心理士会 | 独立開局（松山市本町6丁目）                |                    |
| 高知県   | 高知県臨床心理士会 | 高知工科大学 共通教育教室                  |                    |

### 九州・沖縄
| 都道府県 | 名称                     | 事務局                                                    | 公式サイト         |
| -------- | ------------------------ | --------------------------------------------------------- | ------------------ |
| 福岡県   | （社）福岡県臨床心理士会 | 独立開局（福岡市中央区赤坂1丁目）                         | 福岡県臨床心理士会 |
| 佐賀県   | 佐賀県臨床心理士会       | 佐賀整肢学園こども発達医療センター リハビリテーション科内 |                    |
| 長崎県   | 長崎県臨床心理士会       | 独立開局（長崎市昭和1丁目）                               |                    |
| 熊本県   | 熊本県臨床心理士会       | 向陽台病院 臨床心理科内                                   | 熊本県臨床心理士会 |
| 大分県   | 大分県臨床心理士会       | 別府大学短期大学部・大分校（飯田研究室）                  | 大分県臨床心理士会 |
| 宮崎県   | 宮崎県臨床心理士会       | 若草病院 心理室内                                         |                    |
| 鹿児島県 | 鹿児島県臨床心理士会     | ジーアールコミュニケート内（鹿児島市山之口町）            |                    |
| 沖縄県   | 沖縄県臨床心理士会       | 平安病院（心理療法係内）                                  | 沖縄県臨床心理士会 |

## 刊行物
- 『日本臨床心理士会雑誌』（年2回）